# TOI-2285 b
TOI-2285 bとは、地球からケフェウス座の方向に約137光年離れた位置に存在する恒星 TOI-2285 の周囲を公転している太陽系外惑星である。

## 概要
TOI-2285 bはTESSによるトランジット法を用いた観測で最初に惑星候補として検出され、「TOI-2285.01」という名称で指定された。その後、地上からのフォローアップ観測が行われ、惑星の存在が確認された。TOI-2285 bの発見は2021年10月19日にarXivへ投稿された。
TOI-2285 bはハビタブルゾーンのすぐ外側に位置する軌道を公転しており、公転周期は約27.3日である。地球が太陽から受け取る光の1.54倍の光を受けている。ミニ・ネプチューンに分類されている太陽系外惑星は、ハビタブルゾーンの外側に軌道を持つ場合においても水素の大気の下で液体の水を保持できる可能性があるとされており、TOI-2285 bも豊富な水素の大気の下に水の層が存在している場合、その水の層の表面は液体の水として存在できる可能性がある。
| 地球 | TOI-2285 b |
| ---- | ---------- |
| 地球 | Exoplanet  |